# 達達企業集團
達達企業集團（英語：Merry Yard Group）成立於1982年，以達達國際企業股份有限公司為核心，董事長為劉保佑，其產業橫跨家具、家電、玩具、禮品、文具、皮鞋的製造與銷售。目前在台灣、越南、中國大陸、墨西哥皆自有工廠生產公司之產品。